# جامعة كارولينا الساحلية
جامعة كارولينا الساحلية (الإنجليزية: Coastal Carolina University)اختصارا (CCU أوCoastal) هي جامعة عامة في كونواي بولاية ساوث كارولينا. كونواي هي واحدة من عشر مدن تقع في منطقة ميرتل بيتش الحضرية. تأسست عام 1954، وأصبحت جامعة مستقلة عام 1993.
الجامعة هي مؤسسة وطنية لمنح البحر وتمتلك جزءًا من جزيرة واتيس، وهي جزيرة حاجز في المحيط الأطلسي تعمل كمختبر طبيعي لتعليمات وأبحاث جامعة كارولينا الساحلية. الحرم الجامعي هو أيضًا موطن لأكاديمية علماء مدارس مقاطعة هوري، وهي مدرسة ثانوية للطلاب الموهوبين.

## التاريخ

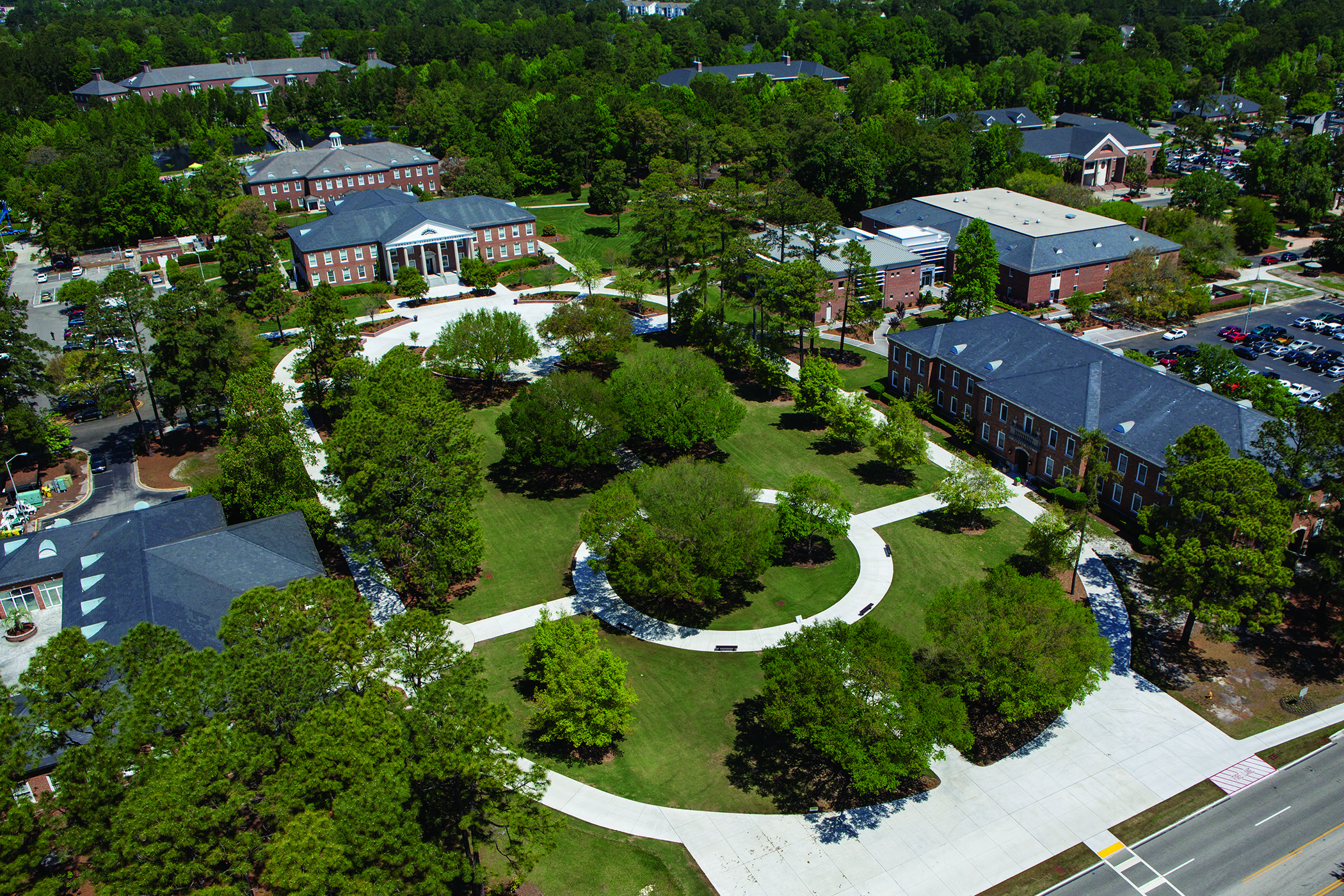
كان مبنى إدوارد إم سينجلتون ، المحاط بإطار بلانتون بارك ، أول مبنى في الحرم الجامعي ، تم بناؤه في عام 1963.

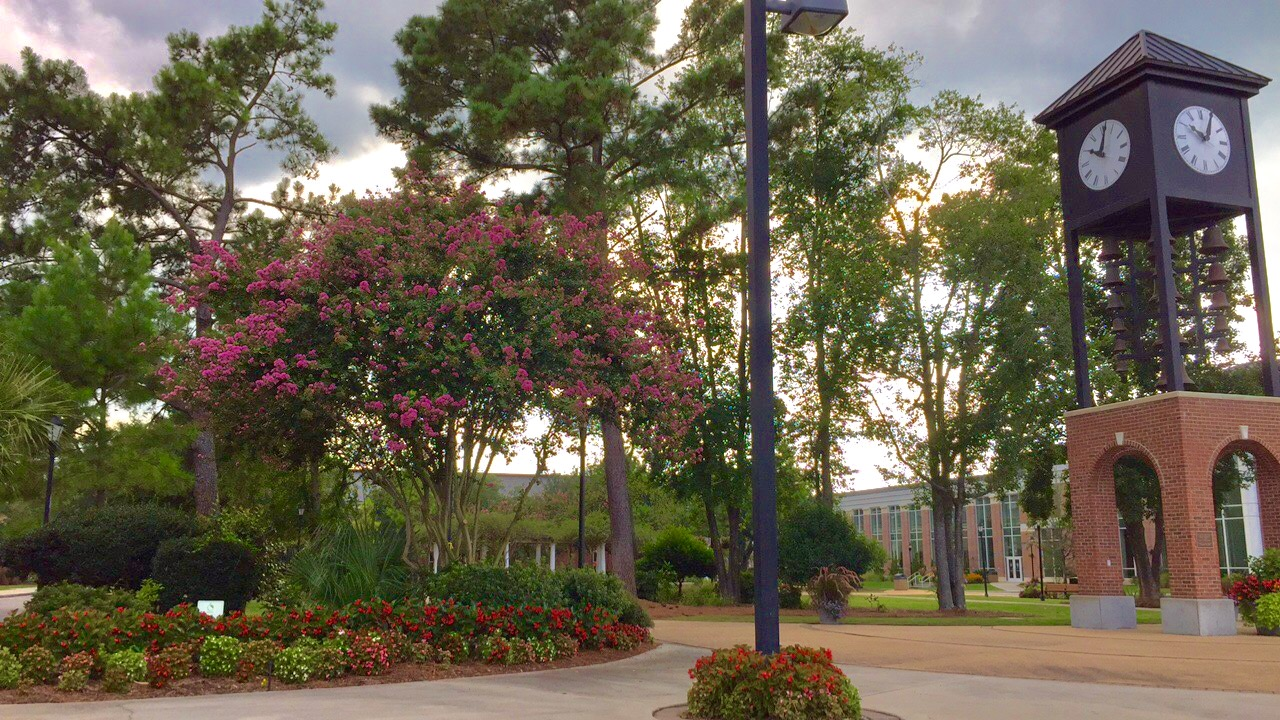
برج جراهام فاميلي بيل في مقدمة حديقة سبادوني.

تأسست جامعة كارولينا الساحلية في 1954 باسم كلية كوستال كارولينا جونيور، وهي كلية مجتمعية لمدة عامين، من قبل مؤسسة مؤسسة الساحلية التعليمية، وهي مجموعة من المواطنين الذين أرادوا إنشاء مؤسسة ما بعد الثانوية في المنطقة. كانت الكلية تعمل في الأصل بموجب عقد كامتداد لكلية تشارلستون. اجتمعت الفصول في الليل في مدرسة كونواي الثانوية وكان يتم تدريسها من قبل أعضاء هيئة التدريس بدوام جزئي. بعد انتهاء صلاحية عقد كلية تشارلستون في عام 1958، أصبحت كوستال كلية مجتمعية مستقلة بدعم من مقاطعة هوري.
تم إنشاء اللجنة التعليمية لمقاطعة هوري في عام 1959 للإشراف على أموال ضرائب المقاطعة بالكلية. كانت هذه الهيئة مسؤولة عن عمليات التعاقد مع جامعة ساوث كارولينا بعد عام واحد تحت اسم الحرم الجامعي
الحرم الجامعي الإقليمي في كارولينا الساحلية. تم الانتهاء من الصفقة في مطعم شات ان تشاو في توربفيل، ساوث كارولينا، وهي بلدة تقع في منتصف الطريق بين كونواي وكولومبيا. تم اختيار موقع الحرم الجامعي الحالي، المعروف الآن باسم كلية كارولينا الساحلية بجامعة جنوب كاليفورنيا، في عام 1960، على قطعة أرض بين US 501 و SC 544، على أرض مملوكة لشركة شركة بوروز للأخشاب وشركة الورق الدولي. تم افتتاح المبنى الأول للحرم الجامعي، والذي سمي فيما بعد بمبنى إدوارد إم سينجلتون، في عام 1963.
شهد عقد من النمو أن تضيف المدرسة سنة ثالثة في عام 1973 والرابعة في عام 1974. تم افتتاح أول قاعات السكن (حاليًا قاعات الإقامة «الاخشاب») في عام 1987. بحلول عام 1991، زاد الالتحاق إلى أكثر من 4000 طالب، مما أدى إلى قيام مؤسسة الساحلية التعليمية واللجنة التعليمية لمقاطعة هووري بالسعي للحصول على وضع مستقل للمدرسة. بعد مرور عام، قدم مجلس أمناء نظام USC دعمه إلى الوضع المستقل لـ كوستال. في 1 يوليو 1993، أصبحت المدرسة رسميًا مؤسسة حكومية مستقلة تحت اسم جامعة كارولينا الساحلية، في مشروع قانون تم توقيعه ليصبح قانونًا من قبل حاكم ولاية كارولينا الجنوبية كارول كامبل على درجات مبنى
مبنى سينجلتون. أصبح رونالد آر إنجل، آخر مستشار لكلية كوستال كارولينا، أول رئيس للجامعة التي تم سكها حديثًا. افتتح فريق كوستال كارولينا تشاننيكلرز لكرة القدم مباراته الافتتاحية ضد. كلية نيوبيري في 6 سبتمبر 2003، أمام حشد من أكثر من 8000 في ملعب Brooks الذي افتتح حديثًا. في عام 2004، احتفلت جامعة كوستال كارولينا بالذكرى الخمسين لتأسيسها؛ في نفس العام، وصل عدد الطلاب المسجلين إلى 7000 طالب، وافتتحت CCU المرحلة الأولى من المجمع السكني الجامعي عبر SC 544.
خلال العقد الأول من القرن الحادي والعشرين، شهدت الجامعة طفرة في البناء تم تحقيقها نتيجة فرض ضريبة مبيعات محلية قدرها سنت واحد على الإنشاءات المتعلقة بالتعليم (أُطلق على قاعة بريتان الحالية في الأصل اسم «بيني هول» تكريماً لضريبة البنس التي ساعدت في تمويل بنائها). في عام 2014، أنشأت الجامعة أول برنامج للحصول على درجة الدكتوراه، في علوم أنظمة علوم البحار والبحرية. في عام 2016، انضمت البرامج الرياضية في
شانتيسليرس رسميًا إلى مؤتمرصن بيلرت. في العام التالي، وصل عدد الطلاب المسجلين إلى 10600 طالب وفاز فريق البيسبول تشانيكارز ببطولة بطولة العالم للكليات، وهو أول لقب وطني للجامعة.

### القيادة
| مخرج                       | فترة                  |
| -------------------------- | --------------------- |
| إدوارد جيه وودهاوس         | 1954-1955             |
| جورج سي روجرز              | 1955-1961             |
| وليام سي كاسبر             | 1961-1963             |
| المستشار                   | فترة                  |
| إدوارد إم سينجلتون         | 1963-1983             |
| فريدريك دبليو هيكس، الثالث | 1983-1985             |
| رونالد جي إيغلين           | 1985-1992             |
| رونالد ر                   | 1992-1993             |
| رئيس                       | فترة                  |
| رونالد ر                   | 1993-2007             |
| ديفيد أ. ديسينزو           | 2007-2020             |
| مايكل تي بنسون             | 2021 إلى الوقت الحاضر |

في أكتوبر 2020، أعلنت جامعة كارولينا الساحلية عن تعيين مايكل تي بنسون في منصب الرئيس القادم لها. بدأ بنسون فترة ولايته في 1 يناير 2021. حل محل ديفيد أ. ديسينزو، الذي تقاعد بعد أن خدم ما يقرب من 14 عامًا كرئيس للجامعة.

## التنظيم الأكاديمي

### أي كريج وول الأب. كلية إدارة الأعمال

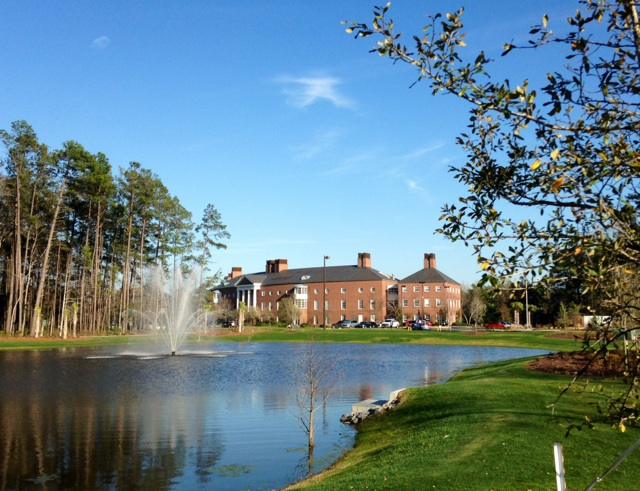
كلية اي كريج وول الأب لإدارة الأعمال

تقدم كلية الأعمال، التي سميت على اسم رجل الأعمال البارز في المنطقة إي كريج وول الأب (1911-1985)، ستة تخصصات جامعية: المحاسبة، والاقتصاد، والتمويل، والإدارة، والتسويق، والضيافة، وإدارة سياحة المنتجعات. يعد برنامج إدارة الجولف واحدًا من 18 برنامجًا فقط في الدولة معتمدة من رابطة لاعبي الجولف المحترفين الأمريكية. يمكن لطلاب الأعمال أيضًا أن يكونوا ثانويين في الأعمال أو الاقتصاد أو الأعمال التجارية الدولية أو التسويق. تقدم كلية إدارة الأعمال أيضًا برنامجين للدراسات العليا، برنامج ماجستير إدارة الأعمال وبرنامج ماجستير المحاسبة، وشهادة الدراسات العليا في اختبار الاحتيال. بالنسبة لأولئك الذين يرغبون في الحصول على درجة علمية في فترة زمنية أقصر، هناك درجة في ثلاثة برامج حيث يمكن للطلاب الحصول على درجة بكالوريوس العلوم في إدارة الأعمال في ثلاث سنوات؛ وبرنامج احصل على المزيد في أربعة، وهو برنامج جامعي مدته أربع سنوات جامعية وماجستير في إدارة الأعمال. تم اعتماد كلية وول للأعمال من قبل جمعية تطوير كليات إدارة الأعمال.
تعد كلية وول أيضًا موطنًا للعديد من البرامج والمراكز.
- مركز منحة بي بي تي للعقارات والتنمية الاقتصادية
- مركز كلاي بريتين جونيور لسياحة المنتجعات
- برنامج إدارة الجولف المحترف
- برنامج كلية وول
- مركز وول للتميز

### كلية سبادوني للتربية والعلوم الاجتماعية
تمنح كلية سبادوني للتربية والعلوم الاجتماعية درجات بكالوريوس الآداب في مجالات تعليم الطفولة المبكرة، والتعليم الابتدائي، والتعليم المتوسط، والعجزة التعليمية الخاصة؛ بكالوريوس العلوم في التربية البدنية. ماجستير التربية في مجالات القيادة التربوية وتكنولوجيا التعليم والتربية الخاصة واللغة ومحو الأمية والثقافة. يتم تقديم برنامج ماجستير الآداب في التدريس في ستة مجالات تخصصية، ويتم تقديم برامج الشهادات والترخيص في التدريس عبر الإنترنت ومحو الأمية والتعليم الخاص. دكتوراه متعدد التخصصات. سيتم تقديم في التعليم في ربيع 2019. تم اعتماد كلية التربية من قبل المجلس الوطني لاعتماد تعليم المعلمين،  وكل من البرامج المكونة لها معترف بها من قبل وزارة التعليم في ساوث كارولينا والرابطة المهنية المتخصصة المقابلة لها. تعد كلية سبادوني للتربية موطنًا للعديد من جهود البحث والتوعية، بما في ذلك مركز بيدل للتدريس والتعلم والمشاركة المجتمعية؛ مركز المنشد لتعليم محو الأمية؛ مركز تنمية الطفولة المبكرة ومحو الأمية؛ وبرنامج
سكن جورج تاون التعليمي.
في 1 أكتوبر 2020، أعلنت الجامعة أنها ستعيد هيكلة كلية سبادوني للتربية من خلال دمجها مع برامج من كلية إدواردز للعلوم الإنسانية والفنون الجميلة، وكذلك كلية جوبتا للعلوم. في 1 يوليو 2021، تم تغيير اسم الكلية إلى كلية سبادوني للتربية والعلوم الاجتماعية. تم تعيين الدكتور هولي تانكرسلي كأول عميد للكلية المدمجة حديثًا.

### توماس دبليو وروبن دبليو إدواردز كلية العلوم الإنسانية والفنون الجميلة
تضم كلية إدواردز أقسام الأنثروبولوجيا والجغرافيا. الاتصال والثقافة الرقمية والتصميم؛ إنجليزي؛ التاريخ؛ اللغات والدراسات بين الثقافات. موسيقى؛ الفلسفة والدراسات الدينية؛ سياسة؛ تاريخ الفن؛ الفن التشكيلي؛ المخابرات والأمن القومي؛ والمسرح (بما في ذلك أربعة برامج BFA). يقدم أكثر من 15 برنامجًا للحصول على درجة جامعية في العلوم الإنسانية والفنون الجميلة، بالإضافة إلى 25 برنامجًا فرعيًا جامعيًا. بالإضافة إلى ذلك، تقدم كلية إدواردز برامج الدراسات العليا في الكتابة والدراسات الليبرالية.
تضم كلية إدواردز العديد من المبادرات والمعاهد والمراكز الجامعية، بما في ذلك معهد داير للقيادة والسياسة العامة، ومركز عائلة جاكسون للأخلاق والقيم، ومعهد جوينر لدراسات جولا والشتات الأفريقي؛ ومطبعة أثينيوم. The Press هو معمل نشر يحركه الطلاب ويوفر للطلاب خبرة عملية على المستوى المهني في تأليف وتصميم وإنتاج القصص المبتكرة.
باعتبارها موطنًا لقسم الموسيقى، فإن جميع الفرق والفرق الجامعية موجودة داخل كلية إدواردز للعلوم الإنسانية والفنون الجميلة. وتشمل هذه: الرباعية النحاسية. فرقة CCU Jazz ؛ جوقة الحفل جوقة الفلوت فرقة الغيتار ورشة الأوبرا فرقة قرع POP 101 ؛ فرقة الساكسفون الفرقة السمفونية فرقة الإيقاع العالمي فرقة المنشد فوج الفرقة الموسيقية وفرقة بيب؛ وفرقة الرياح.

### كلية جوبتا للعلوم
تقدم كلية جوبتا للعلوم حاليًا 17 مجالًا للدراسة تتراوح من الكيمياء الحيوية إلى علم الاجتماع، بالإضافة إلى 22 قاصرًا وثلاثة برامج شهادات. تقدم كلية جوبتا للعلوم أيضًا درجة الماجستير في العلوم في الدراسات البحرية الساحلية ودراسات الأراضي الرطبة ودرجة الدكتوراه في الفلسفة (دكتوراه) في علوم النظم الساحلية والبحرية. يضم قسم الأنظمة البحرية أربع سفن بحرية للتدريس والبحث. الرائد في الأسطول هو R / V
مستكشف ساحلي، 54 قدم سفينة أبحاث المنطقة الساحلية. تضم كلية جوبتا للعلوم أقسام الأحياء والكيمياء وعلوم النظم الساحلية والبحرية وعلوم الحوسبة والعلوم الصحية وعلم الحركة وعلوم البحار والرياضيات والإحصاء والفيزياء وعلوم الهندسة وعلم النفس والترفيه وإدارة الرياضة وعلم الاجتماع. في عام 2016، افتتحت الجامعة مجمعًا علميًا جديدًا تبلغ تكلفته 30 مليون دولار، مساحته 71,150 قدمًا مربعة، وكان يُطلق عليه في البداية «ملحق العلوم 2». مركز بوروز آند شابين للدراسات البحرية والأراضي الرطبة هو الذراع البحثية والتواصل المجتمعي بالكلية.
في عام 2019، تمت إعادة تسمية كلية العلوم لتصبح كلية جوبتا للعلوم.

### فيلق تدريب ضباط الاحتياط وخدمات قدامى المحاربين
جامعة كوستال كارولينا هي موطن لشركة المنشد التابعة لبرنامج تدريب ضباط الاحتياط التابع للجيش الأمريكي. يوفر مكتب خدمات المحاربين القدامى في CCU العدد المتزايد من أفراد الأسرة المخضرمين والمخضرمين في CCU. يسجل مركز الجامعة للدراسات العسكرية وقدامى المحاربين التاريخ الشفوي للمحاربين القدامى في ساوث كارولينا ويحفظها لمكتبة الكونغرس.
توفر مكتبة كيمبل، التي تم افتتاحها في عام 1977، مجموعات ومصادر بحثية لدعم الطلاب وأعضاء هيئة التدريس والمجتمع المحيط. تعمل المكتبة أيضًا كمستودع حكومي  وتضم مركز محفوظات مقاطعة هوري. تشتمل مساحات الدراسة في مكتبة كيمبل على غرف للدراسة والعروض المجهزة بالتكنولوجيا لاستخدام الطلاب وغرف تعليمية لجلسات التدريس التي يقودها أمين المكتبة. يقع مكتب المساعدة بيتر سي بولتون في الطابق الأول، وهو مركز خدمة المعلومات الرئيسي للمكتبة والمشاعات ويعمل طوال ساعات عمل المكتبة والمشاعات. يمكن للطلاب شراء المشروبات والوجبات الخفيفة في ستار بوكس الواقع في الطابق الأول.
تعد معلومات بريان إضافة حديثة من طابقين إلى مكتبة كيمبل. توفر شركة معلومات بريان محطات عمل كمبيوتر فردية ووسائط جماعية تعاونية: محطات عمل سكوبي وغرف للدراسة والعرض بتقنية عالية ومقاعد إضافية للدراسة. كانت المكتبة ومباني المشاع مفتوحة على مدار 24 ساعة في اليوم، سبعة أيام في الأسبوع حتى الفصل الدراسي خريف 2020، عندما كانت إعادة الجدولة ضرورية بسبب تخفيضات المواقع الناجمة عن وباء كوفيد19.
في عام 2021، أُعلن أن مكتبة كيمبل ستخضع لعملية تجديد بقيمة 10 ملايين دولار تشمل إعادة تصميم داخلي وإعادة تشكيل، وترقيات لنظام HVAC ومنطقة تعليمات متعددة الوظائف ومن المتوقع أن تكتمل بحلول نهاية عام 2024. حصلت الجامعة أيضًا على موافقة الدولة لبناء مجمع تعليمي للمكتبة بقيمة 29.8 مليون دولار يقع بجوار مكتبة كيمبل، وسيتألف من طابقين بمساحة 64000 قدم مربع، والتي ستضم غرفًا للدراسة ومختبرًا للواقع الافتراضي وخدمات الحوسبة الطلابية، تاريخ الانتهاء المبدئي لمجمع المكتبة التعليمي هو خريف عام 2023. يتم تمويل كلا المشروعين في المقام الأول من قبل المقاطعات ضريبة المبيعات بنس من أجل التعليم.

## الاعتماد الاكاديمي
تم اعتماد الجامعة من قبل لجنة كليات الرابطة الجنوبية للكليات والمدارس . بالإضافة إلى ذلك، تم اعتماد العديد من برامج الجامعة الأخرى. يشملوا:
- كريج وول، الأب كلية إدارة الأعمال - معتمدة من قبل (جمعية تطوير كليات إدارة الأعمال الجماعية).
- كلية سبادوني للتربية - معتمدة من قبل المجلس الوطني لاعتماد تعليم المعلمين وكذلك مجلس التعليم بولاية ساوث كارولينا.
- قسم علوم الحاسب الآلي - معتمد من مجلس الاعتماد للهندسة والتكنولوجيا.
- الجامعة أيضًا عضو مؤسسي معتمد في الرابطة الوطنية لمدارس الفنون والتصميم .

## الحياة الطلابية

### مرافق الطلاب

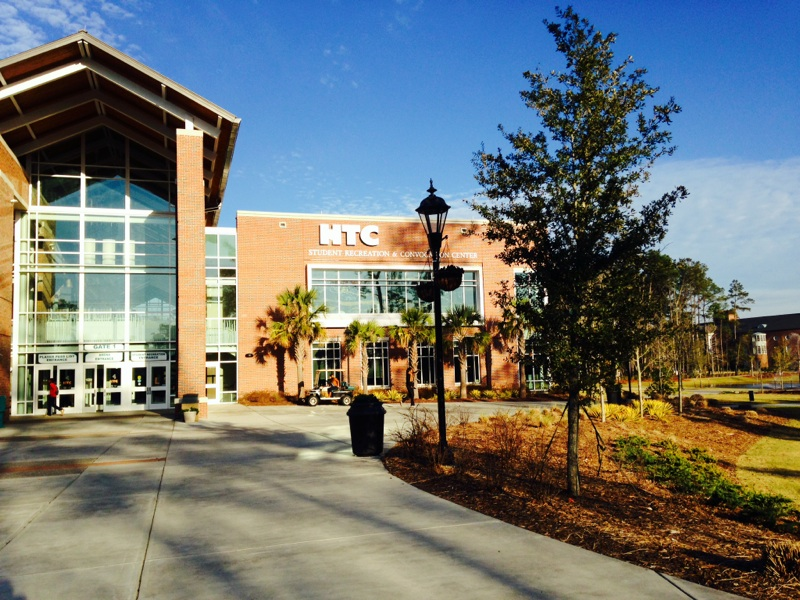
يعد مركز HTC موطنًا لفرق كرة السلة المنشد ومركز الترفيه الطلابي ومكتبة الحرم الجامعي

يعمل اتحاد طلاب ليب جاكسون كمركز للحياة الطلابية في جامعة جامعة كارولينا الساحلية. يحتوي على مسرح / قاعة سينما بسعة 250 مقعدًا، وغرف مؤتمرات، ومتجر صغير، فضلاً عن منطقة للترفيه والألعاب.
تم افتتاح مركز مركز HTC الترفيهي والمؤتمرات في عام 2012. يتميز مركز الدعوة المعتمد من الريادة في تصميمات الطاقة والبيئة بوجود 3,370 ساحة متعددة الأغراض ومكتبة بالإضافة إلى مركز ترفيهي مفتوح للطلاب وأعضاء هيئة التدريس والموظفين. يتميز مركز الترفيه بمنطقة كبيرة للتمارين الرياضية مع آلات تمارين القلب، وتمارين رفع الأثقال، ومضمار داخلي كامل. كما أنها موطن للعديد من استوديوهات التمارين الجماعية، وجدار تسلق الصخور، بالإضافة إلى طاولات تنس الطاولة.
الجزء الخاص بالساحة من مركز HTC هو موطن لفرق كرة السلة للرجال والسيدات والكرة الطائرة للسيدات، والتي أقيمت مبارياتها سابقًا في ملعب كيمبل . الساحة مطلة على الأجنحة الخاصة ومرافق تقديم الطعام والحفلات.

### السكن الجامعي
تطلب الجامعة من جميع الطلاب الجدد وطلاب السنة الثانية العيش في الحرم الجامعي؛ تضم الجامعة ما يقرب من 4800 في مرافق المعيشة داخل الحرم الجامعي. يتم تعيين الطلاب الجدد في المقام الأول في السكن داخل الحرم الجامعي.
تم إنشاء مؤسسة سكن الطلاب في عام 2003 كمؤسسة غير ربحية لتأجير وإدارة والتعاقد على بناء مرافق إسكان الطلاب. أشرفت المؤسسة على بناء مقر الجامعة، وانتقل أمناء الجامعة لشراء مقر الجامعة من المؤسسة في عام 2014.
أحدث سكن للطلاب هو مجمع يضم 1270 سريرًا في الطرف الشمالي من الحرم الجامعي. تم الانتهاء من أول قاعتين، قاعة التقليد وقاعة المنشد لفصل خريف 2015. تشمل قاعات التقاليد ومجموعات من الغرف المخصصة للطلاب المتفوقين بالإضافة إلى ثلاث مجتمعات ذات اهتمام خاص يضم المجمع المكون من أربعة مبانٍ أيضًا مساحات مكتبية وقاعات مؤتمرات واجتماعات وترفيه وقاعة طعام جديدة.

#### مكان الجامعة
يقع مكان الجامعة على بعد ميل واحد من الحرم الجامعي الرئيسي قبالة SC 544، ويتألف من 46 مبنى على طراز الشقق، مقسمة إلى خمسة أحياء متميزة؛ بلو ريدج وبيدمونت الذي شيدته الجامعة في عامي 2004 و 2005)، بالإضافة إلى جراند ستراند وساندهيلسزو لوكونتري (يُعرف أيضًا باسم «بلايز حمراء»؛ تم تشييده في الأصل باسم اوف- السكن في الحرم الجامعي ولكن تم شراؤه لاحقًا من قبل الجامعة).
يحتوي مكان الجامعة على دار أنشطة مع مركز للياقة البدنية ومسبح خارجي والعديد من ملاعب كرة السلة والكرة الطائرة، بالإضافة إلى قاعة اب للطعام، والتي افتتحت في بداية فصل الربيع 2018.
تعمل حافلات النقل المكوكية كل 10-15 دقيقة بين مكان الجامعة والحرم الجامعي الرئيسي.

#### الحدائق
الحدائق هي المجمع السكني الرئيسي الوحيد في الحرم الجامعي المخصص فقط للطلاب العائدين والمرحلين. تقع الحديقة في مجتمع تشغيل السمان ويتكون منازيلا هيل ومجنوليا هيل. تم بناء قاعات الإقامة هذه في أواخر الثمانينيات، في نفس الوقت الذي تم فيه بناء قاعات سكن وودز.

### النقل داخل الحرم الجامعي
تدير الجامعة نظام نقل مجاني يعمل في أيام الأسبوع وعطلات نهاية الأسبوع. تعمل الحافلات، المصممة على غرار العربات الكلاسيكية، كل 10 دقائق تقريبًا خلال ساعات الذروة، ولكنها تتوقف كثيرًا في غير أوقات الذروة. يعمل طريق مكوك البط البري في أيام الأسبوع بين الحرم الجامعي الرئيسي ومقر الجامعة. يمتد طريق بلاك شاتل بين الحرم الجامعي الرئيسي ومركز العلوم وباند هول عبر الولايات المتحدة 501 ؛ تتوقف المكوك الأسود أيضًا في
ميرتل ريدج وول مات خلال ساعات المساء. تعمل خدمة النقل البرونزي في عطلات نهاية الأسبوع وتوقف جميع الخدمات على طرق النقل المكوكية. تدير الجامعة أيضًا حافلات مكوكية مجانية خلال إجازات الخريف والشتاء والربيع، وتنقل الطلاب من وإلى مطار ميرتل بيتش الدولي ومحطة فلورنس أمتراك . تتلاقى طرق النقل المكوكية في مأوى للحافلات يعمل بالطاقة الشمسية، تبرعت به شركة الكهرباء سانتي كوبر أمام مركز الطلاب.
بالإضافة إلى خدمة النقل المكوكية المجانية، يوجد بالجامعة أكثر من 600 دراجة متاحة ليتم فحصها من قبل الطلاب لاستخدامها في الحرم الجامعي. حتى الفصل الدراسي خريف 2020، كان الحرم الجامعي يضم أسطولًا من زيبيكار داخل الحرم الجامعي.

### الأنشطة الطلابية
| 2019 التركيبة السكانية CCU | طلاب CCU |
| -------------------------- | -------- |
| أسود / غير إسباني          | 17.4٪    |
| آسيا / جزر المحيط الهادئ   | 1.0٪     |
| أبيض / غير اسباني          | 67.7٪    |
| أصل اسباني                 | 5.2٪     |
| متعدد الأعراق              | 4.4٪     |
| [ 28 ]                     |          |

تشمل المنظمات الطلابية رابطة الطلاب الحكوميين (SGA)، وستار (الطلاب الذين يتحملون المسؤولية الفعلية) ومجلس الأنشطة الساحلية، إلى جانب عدد من المنظمات الأكاديمية والشرف والخدمة والاهتمام والمنظمات الاجتماعية والدينية الأخرى. كما يتم تقديم الرياضات الجماعية من خلال قسم الترفيه داخل الحرم الجامعي.
الهيئة الإدارية للحرم الجامعي هي مسؤولة عن تخصيص وصرف الأموال للأندية والمنظمات في الحرم الجامعي. تشمل المناصب التنفيذية الرئيس ونائب الرئيس التنفيذي ورئيس الموظفين والرئيس المؤيد ونائب الرئيس للشؤون المالية ونائب الرئيس للعلاقات العامة. تُجرى الانتخابات لشغل وظائف SGA كل ربيع. تتكون الهيئة التشريعية لـ SGA من عضوين في مجلس الشيوخ من كل درجة وكلية يتم انتخابهم من قبل هيئة الطلاب. أصدرت SGA تشريعات لتغيير السياسات المختلفة في الحرم الجامعي. على مر السنين، أصدروا تشريعات لإنشاء مركز وجعلوا بطاقات سي أي ان أو البديلة مجانية للطلاب بالإضافة إلى المزيد. تعقد اجتماعات SGA حاليًا يوم الاثنين الساعة 6:30 مساءا في مبنى الحائط 317.

### نادي رياضي

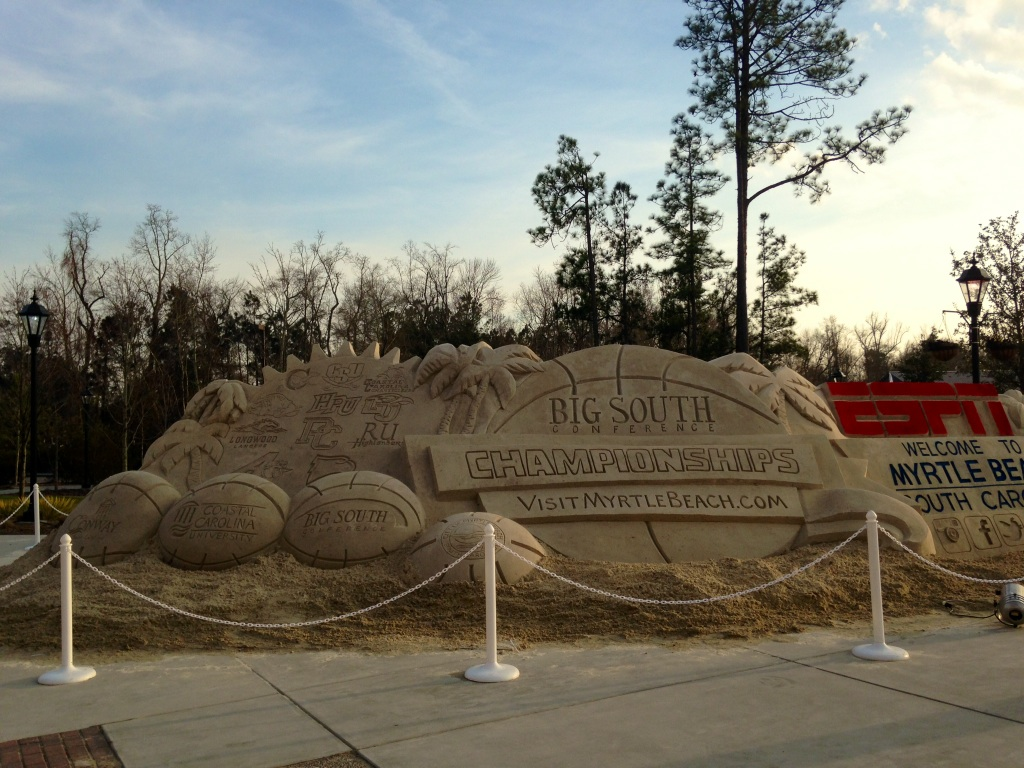
نحت رملي خلال بطولة كرة السلة للرجال في مؤتمر الجنوب الكبير لعام 2015 التي أقيمت في جامعة كارولينا الساحلية

تفتخر جامعة كارولينا الساحلية أيضًا بمجموعة من 22 رياضة نوادي تنافسية وغير تنافسية بما في ذلك: البيسبول وكرة القدم (M) وكرة القدم واللاكروس وصيد الأسماك وركوب الأمواج والرجبي والفروسية والهوكي الميداني وكويدتش.

### وسائل الإعلام الطلابية
- The Chanticleer - صحيفة الطالب
- Archarios - مجلة فنية أدبية من إنتاج الطلاب
- Tempo - مجلة مقالات من إنتاج الطلاب
- WCCU - محطة إذاعية عبر الإنترنت يديرها الطلاب

## الحياة اليونانية
حوالي ثلاثة بالمائة من الرجال الجامعيين وخمسة بالمائة من النساء الجامعيات نشيطون في النظام اليوناني في CCU.

## ألعاب القوى

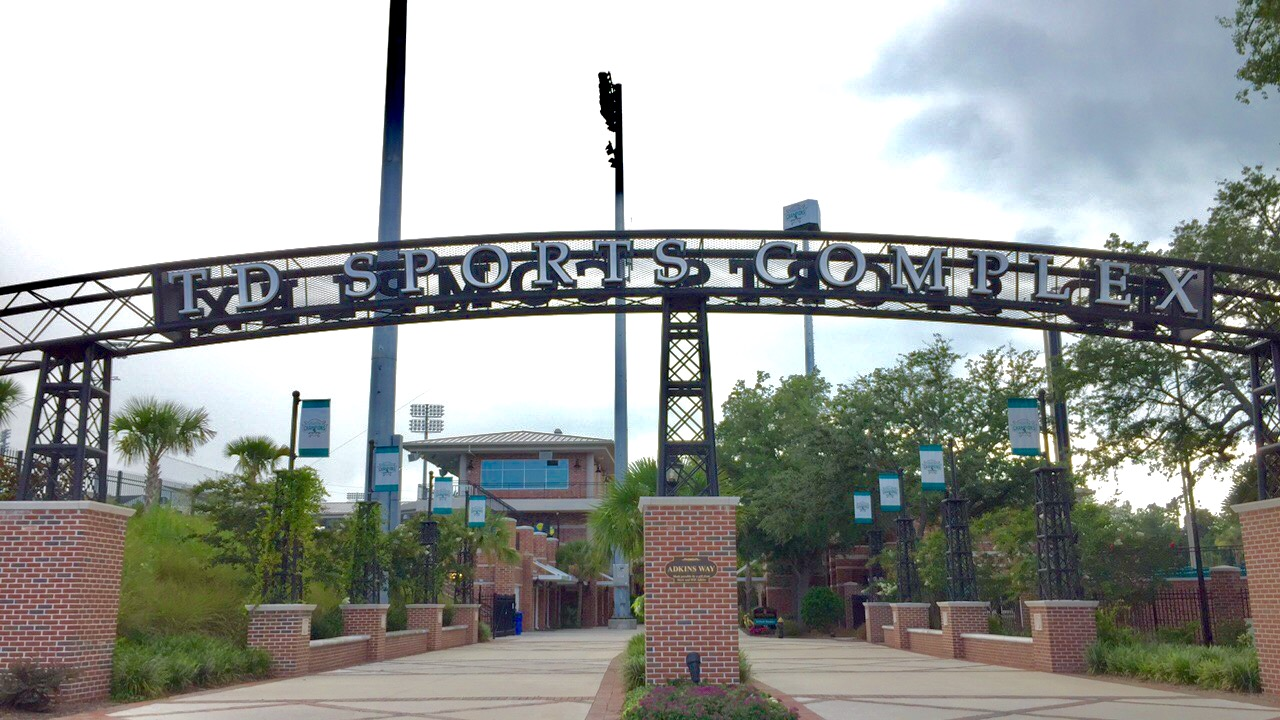
مدخل مجمع TD الرياضى. ملعب سبرينغز بروكس على اليسار.

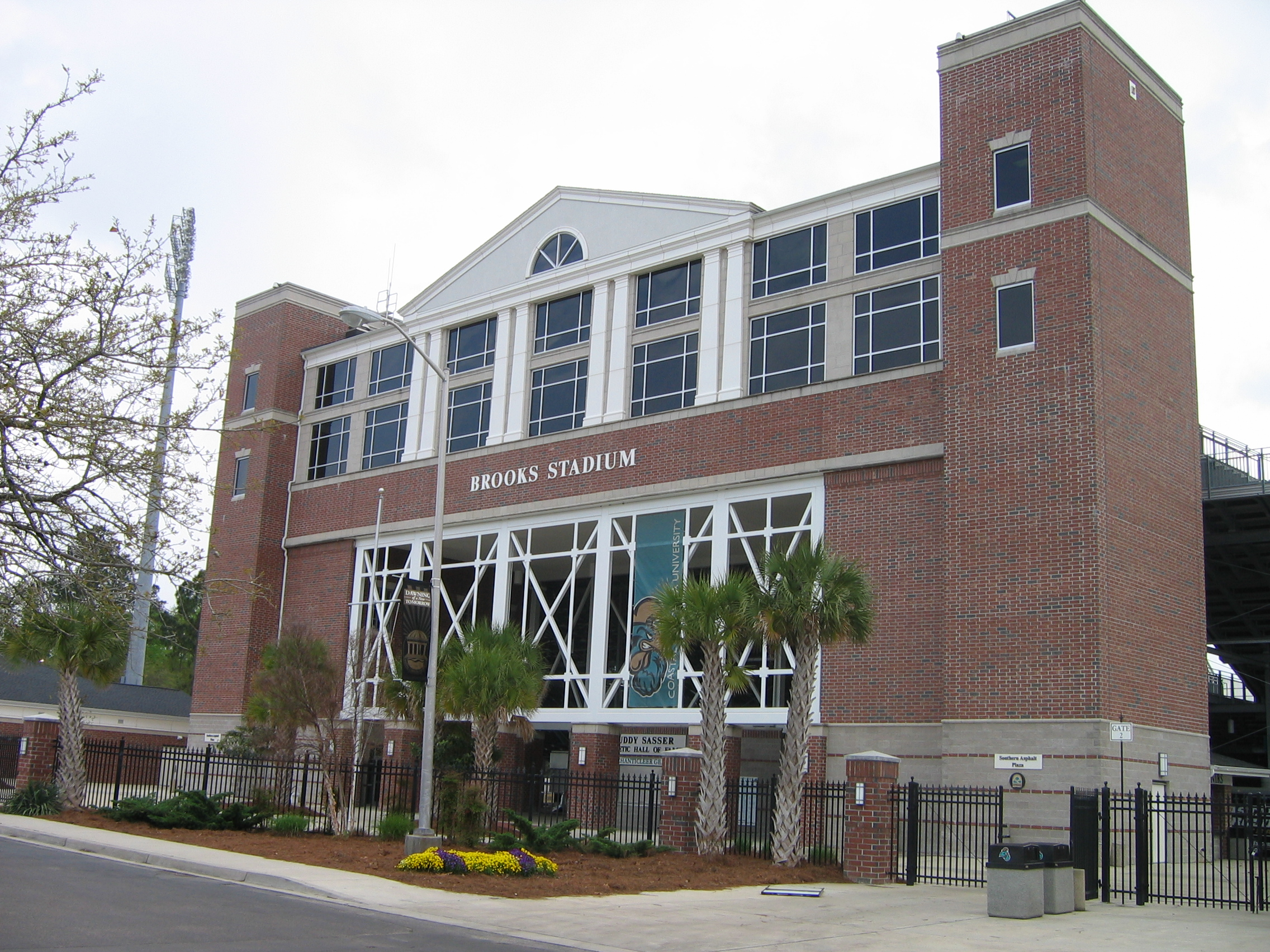
يلعب فريقشانتيسليرس كارولينا الساحلية لكرة القدم على ملعب بروكس

من عام 1983 حتى العام الدراسي 2015-16، تنافست البرامج الرياضية لكوستال كارولينا في القسم الأول من الرابطة الوطنية لرياضة الجامعات كعضو في مؤتمر الجنوب الكبير، بينما تنافس فريق كرة القدم، الذي بدأ اللعب في عام 2003

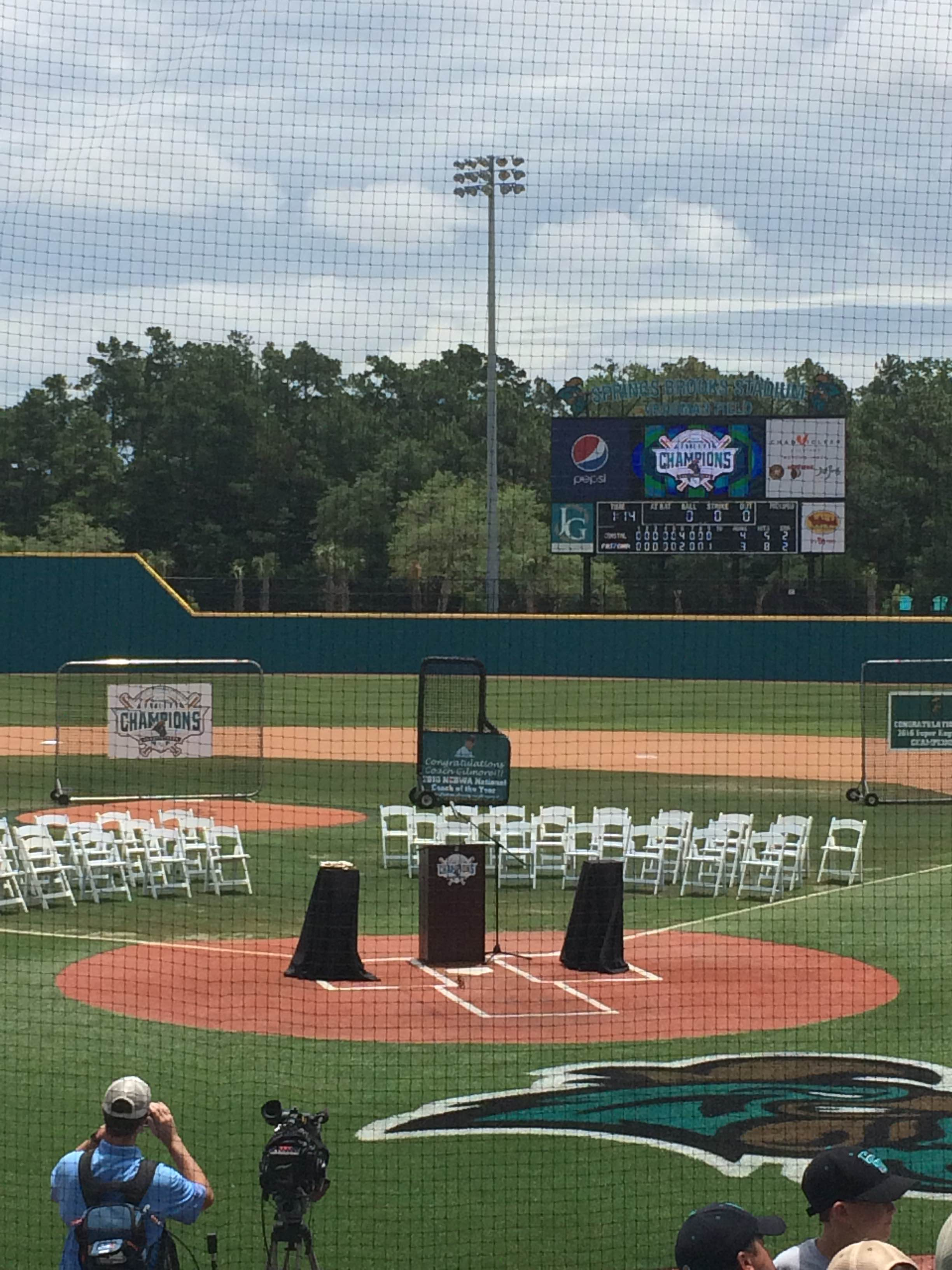
ملعب سبرينغز بروكس

كانت الفرق الرياضية في كوستال كارولينا تعرف فيما مضى باسم أحصنة طروادة. بمجرد أن أنشأت المدرسة ارتباطًا بجامعة ساوث كارولينا، قررت كوستال كارولينااختيار تعويذة تتماشى مع تعويذة المؤسسة الأم، جيميكوسك. كان الاختيار النهائي هو شانتي سلير، الديك الفخور والذكاء الذي اشتهر في «حكاية كاهن الراهبة» لشوسر حكايات كانتربري. تُعرف فرق الجامعة بمودة باسم الأناشيد (تُنطق «شونتس») ويُطلق على التميمة نفسها اسم تشونسي. عندما أصبحت كوستال كارولينا جامعة مستقلة في عام 1993، على الرغم من بعض الدعوات «للانفصال الكامل عن USC» (أي تغيير التميمة)، ظلت شانتيسلير تميمة المدرسة. يوجد بالجامعة أيضًا ديك حي (شنتيسلير) يظهر في الأحداث بشكل دوري، مثل مباريات كرة القدم المنزلية. اعتبارًا من 2016 ، التميمة الحية هي «مادوكس».
فاز فريق كرة القدم للرجال بـ 15 موسمًا عاديًا و 16 بطولة مؤتمرات اعتبارًا من عام 2020. لقد لعبوا في 17 بطولة NCAA ، ووصلوا إلى سويت 16 خمس مرات.

## خريج متميز

### ألعاب القوى
- أندرو بيكويث، اللاعب الأكثر تميزًا في بطولة بطولة العالم للكليات 2016
- ميكي برانتلي، لاعب سياتل مارينرز السابق ويوميوري جاينتس
- براندون براون، برنامج تشغيل سلسلة ناسكار
- آمبر كامبل، قاذف المطرقة في بطولة العالم 2005 و 2009، والألعاب الأولمبية الصيفية لعام 2008 و 2012 و 2016
- خيلي دوب، مهاجم الدوري الأمريكي السابق، نيو إنجلاند ريفولوشن
- توني دانكن، لاعب كرة السلة الرجالي الوحيد في القسم الأول من الرابطة الوطنية لرياضة الجامعات الذي تم تكريمه كلاعب مؤتمراته لهذا العام طوال السنوات الأربع.
- توم جيليس، محترف جولة في رابطة لاعبي الغولف المحترفين
- غاري جيلمور، مدرب البيسبول الرئيسي في CCU ، 2016 مدرب العام الوطني، لعب أيضًا لعبة البيسبول الجماعية في CCU
- كيث جلوبر، لاعب سينسيناتي ريدز السابق
- براد غولدبرغ، لاعب بيسبول في الدوري
- مات هازل، جهاز استقبال واسع في اتحاد كرة القدم الأميركي لفريق واشنطن ريدسكينز
- داستن جونسون، الفائز بجولة PGA 23 مرة وعضو في فريق كأس الولايات المتحدة الأمريكية رايدر الحائز على أعوام 2010، 2012 و 2016، فريق كأس الرؤساء 2011، 2015 و 2017، بطل الولايات المتحدة المفتوحة 2016 و 2020 مسترز. أفضل لاعب في PGA لعام 2016، الفائز بالمال والفائز بجائزة هاري فاردون، والمركز الأول عالميًا حاليًا.
- تومي لا ستيلا، لاعب فريق سان فرانسيسكو جاينتس
- لويس لوبيز، لاعب تورنتو بلو جايز السابق ولاعب مونتريال إكسبوز
- كيرت مانوارنج ، صائد دوري البيسبول الأمريكي السابق لفريق سان فرانسيسكو جاينتس وكولورادو روكيز وهيوستن أستروس
- جاكوب ماي، لاعب MLB في فريق شيكاغو وايت سوكس
- غرايسون ماكول، لاعب الوسط الحالي في فريق شانتيليرس ؛ أفضل لاعب في مؤتمر صن بيلت لعام 2020
- جوزيف نغوينيا، مهاجم الدوري الأمريكي السابق
- جوش نورمان، الموالية للالسلطانية NFL كرنربك، كارولينا الفهود، واشنطن الهنود الحمر، بافالو، وسان فرانسيسكو 49ers .
- بيدرو ريبيرو، لاعب وسط ، أورلاندو سيتي
- ستو ريدل ، المدير الفني لفريق كرة القدم بجامعة بوفالو (جامعة ولاية نيويورك)؛ 1996 أولمبي لنيوزيلندا
- موريس سيمبكينز ، لاعب سابق في اتحاد كرة القدم الأميركي
- جيروم سيمبسون، المتلقي الواسع السابق في اتحاد كرة القدم الأميركي لفريقي مينيسوتا فايكنغز وسينسيناتي بنغلس
- ساباستيان سودربيرغ ، جولة بغا الأوروبية ، الفائز بجائزة أوميغا أوروبي ماسترز لعام 2019
- لورينزو تاليافيرو، لاعب كرة القدم الأمريكية السابق ، بالتيمور رافينز
- كوينتون تيل ، ظهر دفاعي ، شواحن سان دييغو
- تايلر ثيجبن ، لاعب الوسط السابق في اتحاد كرة القدم الأميركي
- مايك تولبرت ،

### الفنون والترفيه والإعلام
- مادلين كلاين، الممثلة المعروفة بدورها في دور سارة كاميرون في أوتر بانكس
- دايموند دلاس بايج، مصارع محترف سابق في دبليو دبليو اي
- بيلي هانكس
- مايكل كيلي، ممثل سينمائي وتلفزيوني رشح لجائزة إيمي ، اشتهر بلعبة بيت البطاقات.
- إدوين ماكين، مغني وكاتب أغاني وموسيقي [33]
- تشاد موريتا ، رائد أعمال ومؤلف ومطور تطبيقات جوال
- جوردان سكوت، ممثل وفنان على تطبيق التواصل الاجتماعي تيك توك
- إليز تيستون ، متسابق في أمريكان أيدول الموسم 11
- سيث سونشتاين ، شيبرد.
- بروك فايسبرود ، مذيع أي اس بي ان

## روابط خارجية
- الموقع الرسمي
- Coastal Carolina Athletics website